# Onicu
Onicu (em ibo: Onikwu ou Oniku) é uma cidade do estado de Rios, na área de Ogba–Egbema–Ndoni, na Nigéria. Em 2016, havia 23 653 habitantes.